# Planmeca
Planmeca est un fabricant de technologies de soins dentaires basé dans le quartier d'Herttoniemi à Helsinki en Finlande.

## Présentation
Planmeca Oy est l'une des principales entreprises mondiales de fabrication de technologies de soins dentaires, dont les produits sont vendus dans environ 120 pays.
L'entreprise familiale finlandaise fondée en 1971 fabrique, entre-autres. machines dentaires, appareils de radiographie 2D et 3D, logiciels et solutions CAD/CAM.
Planmeca Oy a reçu le prix de l'internationalisation du Président de la République en 1984.

## Organisation et filiales
Les unités du groupes sont :

### Planmeca Oy
Planmeca est la société-mère du Groupe Planmeca. Elle est spécialisée dans la conception et la fabrication d'équipements dentaires. La gamme de produits comprend des unités dentaires, des solutions CAD/CAM, des dispositifs d'imagerie 2D et 3D et des solutions logicielles.

### Planmed
Fondée en 1989, Planmed Oy fabrique des équipements de mammographie.

### Plandent
Fondée en 1972, Plandent Oy fournit des équipements dentaires, des instruments, des matériaux et des solutions de gestion du matériel, ainsi que des services d'installation et de maintenance.

### KaVo Dental
KaVo Dental est un fabricant et un fournisseur reconnu d'équipements et d’instruments de soin dentaire et d’équipements de laboratoire.
Achetéepar le groupe Planmeca en 2022, KaVo est basée à Biberach.

### LM-Instruments
LM-Instruments Oy développe, fabrique et commercialise des instruments à main dentaires, ainsi que des appareils à ultra-sons et d’orthodontie.
Fondée en 1973, LM-Instruments a été achetée par le Groupe Planmeca en 1999.

### Opus Systemer
La société Opus Systemer AS développe des solutions logicielles complètes pour le marché dentaire.
Son produit principal est Opus Dental, une solution de gestion de cabinet dentaire.
Fondée en 1993, la société basée en Norvège a été acquise par le Groupe Planmeca en 2000.

### Triangle Furniture Systems
Triangle Furniture Systems Inc. est un fabricant de mobilier de cabinet dentaire et de centres de stérilisation. L
Fondée en 1979 et devenue une filiale de Planmeca en 2005, Triangle est basée à Montréal.

### Planmeca E4D Technologies
E4D Technologies est fabricant d'équipement médical de pointe spécialisé dans les applications de numérisation 3D dentaires.
Basée à Richardson, E4D Technologies est rachetée partiellement par Planmeca en 2013.

### HeySmile
HeySmile est un fabricant d'aligneurs basée à Málaga.